# NEB VT 730
De VT 730, ook wel Talent genoemd, is een diesel treinstel, een zogenaamde lichtgewichttrein met lagevloerdeel voor het regionaal personenvervoer van de Niederbarnimer Eisenbahn AG (NEB).

## Geschiedenis
De Talent is normaal spoorige treinstel volgens UIC normen door Alexander Neumeister in 1994 ontworpen. Na een bouwtijd van 7 maanden door Waggonfabrik Talbot te Aken werd het prototype in februari 1996 voorgesteld. Het acroniem Talent staat voor Talbot leichter Nahverkehrstriebwagen.
De Niederbarnimer Eisenbahn AG (NEB) is een private spoorwegonderneming met hoofdkantoor in Berlin. De aandelen zijn voor 66,92% in bezit van Berliner Hafen-und Lagerhausgesellschaft mbH en Veolia Transport, voor 6,16% in bezit van Kreditanstalt für Wiederaufbau, voor 26% in bezit van Landkreise Oberhavel, Barnim, Märkisch-Oderland en Oder-Spree en voor 0,92% in bezit van tal van gemeentes langs de spoorlijn.
De Niederbarnimer Eisenbahn AG gebruikt de merknaam Oderlandbahn op hun treinen.

## Constructie en techniek
Het treinstel is opgebouwd uit een aluminium frame. Typerend aan dit treinstel is door de toepassing van Scharfenbergkoppeling met het grote voorruit. De treinen werden geleverd als tweedelig dieseltreinstel met mechanische transmissie. De trein heeft een lagevloerdeel. Deze treinen kunnen tot drie stuks gecombineerd rijden. De treinen zijn uitgerust met luchtvering.

## Treindiensten
De treinen worden door Niederbarnimer Eisenbahn op ingezet het volgend traject.
- Heidekrautbahn, Berlin-Karow - Groß Schönebeck
- Ostbahn, Berlin-Lichtenberg - Küstrin in Polen